# Vietnamesische Badmintonmeisterschaft 2009
Die Vietnamesische Badmintonmeisterschaft 2009 fand Mitte September 2009 in Thái Bình statt. Die Finalspiele wurden am 18. September 2009 ausgetragen. Vũ Thị Trang gewann im Finale des Dameneinzels mit 21:12 und 21:19 gegen Lê Ngọc Nguyên Nhung.

## Titelträger
| Disziplin    | Sieger                                 |
| ------------ | -------------------------------------- |
| Herreneinzel | Nguyễn Tiến Minh                       |
| Dameneinzel  | Nguyễn Thị Bình Thơ                    |
| Herrendoppel | Đào Mạnh Thắng Bùi Bằng Đức            |
| Damendoppel  | Lê Ngọc Nguyên Nhung Thái Thị Hồng Gấm |
| Mixed        | Dương Bảo Đức Thái Thị Hồng Gấm        |